# 陈悦
陈悦（1978年—），浙江杭州人，中国当代笛箫演奏家，现为中国音乐家协会民族管乐研究会、中国民族管弦乐学会会员。 現任中国音乐学院教授、硕士生导师、博士生导师。

## 成长经历
陈悦六岁时在父亲的指导下开始学习竹笛演奏，十二岁师从竹笛演奏家赵松庭并成为其关门弟子。
1993年，陈悦考入中央音乐学院附中，在张维良的指导下学习笛箫演奏。1996年进入中央音乐学院，2000年获得免试保送资格继续攻读硕士学位。2003年获得硕士学位，留校任教。 現為中國音樂學院國樂系教授、碩士生導師、博士生導師。

## 演出活动
陈悦多次参与国内国际的艺术活动，多次在演唱家个人音乐会上担任笛子伴奏。

### 国际演出活动
- 2001年参加莫斯科“申奥——北京文化节”的演出；
- 2002年于悉尼的宋祖英“好日子”独唱音乐会上担任笛子独奏；
- 2003年参加凡尔赛中国文化之夜；
- 2004年到爱尔兰和拉脱维亚参加欧洲音乐节；
- 2005年参加“华盛顿中国文化节北京文化周”的专场演出；[1]

## 专辑
| # | 专辑名称     | 专辑类型 | 乐器                   | 发行公司                               | 发行日期       |
| - | ------------ | -------- | ---------------------- | -------------------------------------- | -------------- |
| 1 | 情竹         | 大碟     | 竹笛                   | 雨果唱片                               | 1999年         |
| 2 | 无词歌       | 大碟     | 竹笛                   | 北京普罗之声                           | 2001年         |
| 3 | 箫色         | 大碟     | 箫                     | 北京普罗之声                           | 2004年2月29日  |
| 4 | 乱红         | 大碟     | 箫、钢琴               | 北京普罗之声                           | 2005年8月3日   |
| 5 | 洞箫         | 大碟     | 箫                     | 广州中博影视                           | 2006年         |
| 6 | 中国之悦     | 大碟     | 箫                     | 广州蔓地唱片                           | 2007年11月30日 |
| 7 | 东西方的碰撞 | 大碟     | 箫 吉他(Lars Hannibal) | OUR Recordings/ 中国科学文化音像出版社 | 2008年6月      |
| 8 | 远行         | 大碟     | 箫、竹笛               | 广东龙源音像                           | 2011年3月      |